# Sozialwirtschaft Österreich
Die Sozialwirtschaft Österreich – Verband der österreichischen Sozial- und Gesundheitsunternehmen (SWÖ), vormals Berufsvereinigung von Arbeitgebern für Gesundheits- und Sozialberufe (BAGS), ist die Branchenvertretung der österreichischen Arbeitgeber im privaten Sozial- und Gesundheitsbereich.

## Aufgaben und Leistungen
Die Vereinigung vertritt ca. 600 Mitgliedsorganisationen und die gesamte Branche, die überwiegend von Gemeinnützigkeit und einer engen Kooperation mit der öffentlichen Hand gekennzeichnet ist. In ihrer Funktion als Branchenvertretung und Arbeitgeber-Sozialpartnerin arbeitet die Sozialwirtschaft Österreich nicht nur an einem gestärkten Selbstverständnis der gesamten Branche, sondern entwickelt auch den SWÖ-Kollektivvertrag (vormals: BAGS-Kollektivvertrag) und die arbeitsrechtlichen Rahmenbedingungen für den Sozialbereich weiter.
Die Vereinigung erbringt folgende Leistungen:
- rechtliche Beratung ihrer Mitglieder
- Lobbyingarbeit bei Bund und Ländern
- Begutachtung von Gesetzen und Verordnungen
- Bewusstseinsbildung und Stärkung des Images des Sozial- und Gesundheitssektors
- Stärkung der Position gemeinnütziger Unternehmen in der Sozialwirtschaft
- Stärkung der Berufsgruppen im Sozial- und Gesundheitsbereich
- Sicherstellung eines vielfältigen Service- und Informationsangebotes

## Struktur
Die Vereinigung ist nach dem österreichischen Vereinsrecht organisiert. Der Vorstand wird von der Generalversammlung jeweils für drei Jahre gewählt. Den Vorsitz im Vorstand hatte bis April 2016 Wolfgang Gruber (BBRZ / Verein FAB / Pro Sozialwirtschaft GmbH) inne. Seit April 2016 ist Erich Fenninger (Volkshilfe Österreich) Vorstandsvorsitzender, als Geschäftsführer wurde Walter Marschitz (ehemals Hilfswerk Österreich) bestellt. Im Juli 2024 übernahm Yvonne Hochsteiner die Geschäftsführung.
Ein weiteres Vereinsorgan sind die fünf Fachgruppen:
- Arbeitsmarktpolitische Dienstleistungen
- Behindertenarbeit / Psychosoziale Arbeit
- Gesundheits- und Pflegedienste
- Soziale und Rettungsdienste
- Kinderbetreuung / Kinder- und Jugendhilfe

Zu den wichtigsten Aufgaben der Fachgruppen gehört die Vorbereitung der jährlichen Kollektivvertragsverhandlungen.

## Geschichte
Die Gründung erfolgte im Februar 1997 von einer Reihe von österreichischen Sozialunternehmen. Das vorrangige Ziel war die Einsetzung eines gemeinsamen Kollektivvertrags. Im Oktober desselben Jahres wurde der BAGS vom Bundeseinigungsamt des Bundesministeriums für Wirtschaft und Arbeit die Kollektivvertragsfähigkeit für alle Bereiche zuerkannt.
Am 17. Dezember 2003 wurde der BAGS-Kollektivvertrag abgeschlossen. Am Verhandlungstisch saßen die BAGS, die Gewerkschaft der Privatangestellten (GPA-djp), die Gewerkschaft Handel, Transport und Verkehr sowie die Gewerkschaft Hotel, Gastgewerbe und Persönlicher Dienst. Die beiden letztgenannten fusionierten 2006 zur heutigen Gewerkschaft vida. Mit 1. Juli 2004 trat der neue Kollektivvertrag für die BAGS-Mitglieder in Kraft.
Um gleiche Arbeitsbedingungen nicht nur für Mitglieder, sondern für die gesamte Branche zu schaffen, bemühte sich die BAGS von Beginn an um eine Satzung des Kollektivvertrags. Per 1. Mai 2006 wurde der BAGS-Kollektivvertrag durch das Bundeseinigungsamt gesatzt. Das heißt, er gilt seit diesem Zeitpunkt auch für Nicht-Mitglieder und ist der einzige Kollektivvertrag für den gesamten Sektor Gesundheit, Soziales, Behindertenarbeit, Kinder- und Jugendwohlfahrt und Arbeitsmarktpolitische Dienstleistungen.
Am 16. April 2012 wurde die BAGS in Sozialwirtschaft Österreich – Verband der österreichischen Sozial- und Gesundheitsunternehmen umbenannt. 2016 wurde auch der BAGS-Kollektivvertrag als Kollektivvertrag der Sozialwirtschaft Österreich (SWÖ-Kollektivvertrag) umbenannt.  Er schafft mittlerweile für mehr als 100 Berufsgruppen im Gesundheits- und Sozialbereich Mindeststandards, die nicht unterschritten werden dürfen. Aktuell sind in Österreich mehr als 130.000 Personen in den vom SWÖ-Kollektivvertrag geregelten Bereichen beschäftigt.